# Bürgerliches Jahr
Das Bürgerliche Jahr oder Kalenderjahr steht als Vielfaches ganzer Tage dem astronomischen Sonnenjahr gegenüber, das kein solches Vielfaches ist.
Das Kalenderjahr richtig zu bemessen war eine der Hauptaufgaben der Sternkunde alter Kulturvölker.

## Geschichte
Das Jahr der Ägypter wies ursprünglich 365 Tage auf, war also etwa sechs Stunden zu kurz. Sie fügten deshalb seit der Mitte des 3. Jahrhunderts v. Chr. in jedem vierten Jahr einen Schalttag ein, im Mittel war ein Kalenderjahr nun rund elf Minuten zu lang.
Cäsar übernahm diese Methode im nach ihm benannten Julianischen Kalender. Im 16. Jahrhundert hatte sich die Abweichung allerdings auf einen Mehrzeitraum von zehn Tagen summiert. Dies gleicht der seither geltende Gregorianische Kalender nach Papst Gregor XIII. von 1582 aus, indem die Schalttage in jedem vollen Jahrhundert (Säkularjahr) ausfallen, außer in denen, deren Jahreszahl sich durch 400 teilen lässt. Das Gregorianische Jahr hat demnach 365 Tage, 5 Stunden, 49 Minuten und 12 Sekunden und ist nur 26 Sekunden länger als das tropische Jahr, was sich erst in über 3.000 Jahren zu einem vollen Tag summieren wird.
Das Jahr ist der Zeitraum, in dem alle Jahreszeiten einmal wechseln. Ursprünglich wurde dieser Zeitraum als Mondjahr und später als Sonnenjahr berechnet. Das Mondjahr umfasst als Summe von zwölf Mondumläufen, von Vollmond zu Vollmond gerechnet, allerdings nur 354 Tage.
Aus diesem Grund wurde das astronomisch errechnete Jahr durch das bürgerliche Jahr (Kalenderjahr) ersetzt, da das astronomische Jahr auch noch auf drei verschiedene Weisen bestimmt wird (s. u.).

## Alternative Jahr-Definitionen

### Mit ganzzahliger Anzahl von Tagen
Gemeinjahr
Das Gemeinjahr bezeichnet in der Kalenderrechnung ein Jahr mit der vorwiegenden, also normalerweise vorkommenden Anzahl von Tagen.
Schaltjahr
Als Schaltjahr wird in der Kalenderrechnung ein Jahr bezeichnet, das im Unterschied zum Gemeinjahr einen zusätzlichen Tag, den Schalttag, oder Monat, den Schaltmonat, enthält.

### Mit nicht-ganzzahliger Anzahl von Tagen (astronomisches Jahr)

#### Tropisches Jahr
Das Tropische Jahr als Grundlage unserer Zeitrechnung ist die Zeit zwischen 2 aufeinander folgenden Durchgängen der Sonne durch den Frühlingspunkt. Da der Frühlingspunkt jährlich um 50,2 Bogensekunden auf der Ekliptik westwärts wandert, also der Sonne entgegen, erreicht ihn die Sonne noch vor Vollendung ihres genauen Umlaufs. Daher hat das tropische Jahr:
- 365 Tage, 5 Stunden, 48 Minuten und 45,261 Sekunden oder 365,242 Tage

#### Siderisches Jahr
Das Siderische Jahr ist die Zeit zwischen zwei aufeinander folgenden Durchgängen der Sonne durch denselben Punkt der Ekliptik, also die genaue Umlaufzeit der Erde um die Sonne.
- 365 Tage, 6 Stunden, 9 Minuten und 9,54 Sekunden oder 365,256 Tage

#### Anomalistisches Jahr
Das Anomalistische Jahr ist die Zeit zwischen zwei Durchgängen der Erde durch den sonnennächsten Punkt der Erdbahn. Da dieser Punkt auf der Ekliptik jährlich um durchschnittlich 11,5 Bogensekunden vorrückt, ist das anomalistische Jahr ein wenig größer als das siderische Jahr, nämlich:
- 365 Tage, 6 Stunden, 13 Minuten und 52,539 Sekunden oder 365,2596 Tage

#### Platonisches Jahr
Die Astronomen rechnen außerdem mit dem Großen (Platonischen) Jahr, d. h. mit der Umlaufzeit des Himmelspols (Pol der verlängerten Erdachse) um den Pol der Ekliptik mit etwa 26.000 Jahren.